# Gigant (Rostovská oblast)
Gigant (rusky Гига́нт) je vesnice v Rostovské oblasti v Ruské federaci. Leží v Předkavkazí přibližně 150 kilometrů na jihovýchod od Rostova na Donu, na hlavním silničním a železničním tahu z Rostova do Salsku, který leží dalších přibližně deset kilometrů na východ.
Při sčítání lidu v roce 2010 měl Gigant přibližně deset tisíc obyvatel.
Během druhé světové války byl Gigant obsazen německými vojsky od července 1942 do začátku roku 1943.